# Italien i olympiska sommarspelen 2008
Italien i olympiska sommarspelen 2008 bestod av hela 344 idrottare som blivit uttagna av Italiens olympiska kommitté.

## Badminton
- Huvudartikel: Badminton vid olympiska sommarspelen 2008
- Damer

| Namn                 | Gren   | 32-delsfinal                       | 16-delsfinal     | 8-delsfinal      | Kvartsfinal      | Semifinal        | Final            | Final            |
| Namn                 | Gren   | Resultat                           | Resultat         | Resultat         | Resultat         | Resultat         | Resultat         | Plats            |
| -------------------- | ------ | ---------------------------------- | ---------------- | ---------------- | ---------------- | ---------------- | ---------------- | ---------------- |
| (3) Agnese Allegrini | Singel | Griga (UKR) L 0 - 2 (15-21, 11-21) | Gick inte vidare | Gick inte vidare | Gick inte vidare | Gick inte vidare | Gick inte vidare | Gick inte vidare |

## Bordtennis
- Huvudartikel: Bordtennis vid olympiska sommarspelen 2008
- Singel, herrar

| Idrottare      | Gren   | Grundomgång          | Omgång 1             | Omgång 2             | Omgång 3             | Omgång 4             | Kvartsfinal          | Semifinal            | Final                |
| Idrottare      | Gren   | Motståndare Resultat | Motståndare Resultat | Motståndare Resultat | Motståndare Resultat | Motståndare Resultat | Motståndare Resultat | Motståndare Resultat | Motståndare Resultat |
| -------------- | ------ | -------------------- | -------------------- | -------------------- | -------------------- | -------------------- | -------------------- | -------------------- | -------------------- |
| Mihai Bobocica | Singel | Norouzi (IRI) W 4-2  | Kuzmin (RUS) W 4-1   | Tokic (SLO) L 3-4    | Gick inte vidare     | Gick inte vidare     | Gick inte vidare     | Gick inte vidare     | Gick inte vidare     |

- Singel, damer

| Idrottare              | Gren   | Grundomgång          | Omgång 1                  | Omgång 2              | Omgång 3             | Omgång 4             | Kvartsfinal          | Semifinal            | Final                |
| Idrottare              | Gren   | Motståndare Resultat | Motståndare Resultat      | Motståndare Resultat  | Motståndare Resultat | Motståndare Resultat | Motståndare Resultat | Motståndare Resultat | Motståndare Resultat |
| ---------------------- | ------ | -------------------- | ------------------------- | --------------------- | -------------------- | -------------------- | -------------------- | -------------------- | -------------------- |
| Nikoleta Stefanova     | Singel |                      | Fadeeva (RUS) W 4-0       | Boroš (CRO) L 1-4     | Gick inte vidare     | Gick inte vidare     | Gick inte vidare     | Gick inte vidare     | Gick inte vidare     |
| Wenling Tan-Monfardini | Singel |                      | Sorochinskaya (UKR) W 4-2 | Qiangbing (AUT) L 2-4 | Gick inte vidare     | Gick inte vidare     | Gick inte vidare     | Gick inte vidare     | Gick inte vidare     |

## Boxning
- Huvudartikel: Boxning vid olympiska sommarspelen 2008

| Tävlande            | Viktklass     | Sextondelsfinal        | Åttondelsfinal         | Kvartsfinal          | Semifinal             | Final                  |
| Tävlande            | Viktklass     | Motståndare Resultat   | Motståndare Resultat   | Motståndare Resultat | Motståndare Resultat  | Motståndare Resultat   |
| ------------------- | ------------- | ---------------------- | ---------------------- | -------------------- | --------------------- | ---------------------- |
| Vincenzo Picardi    | Flugvikt      | Chiyanika (ZAM) W 10-3 | Payano (DOM) W 8-4     | Cherif (TUN) W 7-5   | Jongjohor (THA) L 1-7 | Gick inte vidare       |
| Vittorio Parrinello | Bantamvikt    | Bye                    | Petchkoom (THA) L 1-12 | Gick inte vidare     | Gick inte vidare      | Gick inte vidare       |
| Alessio di Savino   | Fjädervikt    | Williams (USA) L 1-9   | Gick inte vidare       | Gick inte vidare     | Gick inte vidare      | Gick inte vidare       |
| Domenico Valentino  | Lättvikt      | Tamsamani (MAR) W 15-4 | Ugás (CUB) L 2-10      | Gick inte vidare     | Gick inte vidare      | Gick inte vidare       |
| Clemente Russo      | Tungvikt      |                        | Zujeŭ (BLR) W 7-1      | Usyk (UKR) W 7-4     | Wilder (USA) W 7-1    | Tjachkijev (RUS) L 2-4 |
| Roberto Cammarelle  | Supertungvikt |                        | Tomasovic (CRO) W 13-1 | Rivas (COL) W 9-5    | Price (GBR) W RSC     | Zhilei (CHN) W RSC     |

## Brottning
- Huvudartikel: Brottning vid olympiska sommarspelen 2008

| Tävlande          | Gren                        | Kvalifikation               | 1/8 Final                       | Kvartsfinal                         | Semifinal                         | Återkval 1                      | Återkval 2           | Final                            | Placering |
| Tävlande          | Gren                        | Motståndare Resultat        | Motståndare Resultat            | Motståndare Resultat                | Motståndare Resultat              | Motståndare Resultat            | Motståndare Resultat | Motståndare Resultat             | Placering |
| ----------------- | --------------------------- | --------------------------- | ------------------------------- | ----------------------------------- | --------------------------------- | ------------------------------- | -------------------- | -------------------------------- | --------- |
| Andrea Minguzzi   | Grekisk-romersk, mellanvikt |                             | Noumonvi (FRA) W 2-0 (1-1, 1-1) | Michine (RUS) W 2-1 (1-1, 0-3, 2-1) | Abrahamian (SWE) W 2-0 (1-1, 2-1) |                                 |                      | Fodor (HUN) W 2-1 (1-1,1-1, 4-0) | Guld      |
| Daigoro Timoncini | Grekisk-romersk, tungvikt   | Kato (JPN) W 2-0 (2-0, 5-0) | Chusjtov (RUS) L 0-2 (0-4, 0-4) |                                     |                                   | Mambetov (KAZ) L 0-2 (1-2, 0-2) | Gick inte vidare     | Gick inte vidare                 |           |

## Bågskytte
- Huvudartikel: Bågskytte vid olympiska sommarspelen 2008

- Herrar

| Namn                                       | Gren         | Rankingrunda | Rankingrunda | 32-delsfinal               | 16-delsfinal                              | 8-delsfinal             | Kvartsfinal              | Semifinal               | Final                    | Final            |
| Namn                                       | Gren         | Poäng        | Seed         | Resultat                   | Resultat                                  | Resultat                | Resultat                 | Resultat                | Resultat                 | Plats            |
| ------------------------------------------ | ------------ | ------------ | ------------ | -------------------------- | ----------------------------------------- | ----------------------- | ------------------------ | ----------------------- | ------------------------ | ---------------- |
| Ilario Di Buò                              | Individuellt | 670          | 9            | Bulir (CZE) (56) W 111-100 | Wunderle (USA) (41) L 108-108 (9-9, 8-10) | Gick inte vidare        | Gick inte vidare         | Gick inte vidare        | Gick inte vidare         | Gick inte vidare |
| Marco Galiazzo                             | Individuellt | 667          | 12           | Dall (DEN) (53) W 114-97   | Wills (GBR) (21) L 110-109                | Gick inte vidare        | Gick inte vidare         | Gick inte vidare        | Gick inte vidare         | Gick inte vidare |
| Mauro Nespoli                              | Individuellt | 649          | 44           | Wills (GBR) (21) L 99-103  | Gick inte vidare                          | Gick inte vidare        | Gick inte vidare         | Gick inte vidare        | Gick inte vidare         | Gick inte vidare |
| Ilario Di Buò Marco Galiazzo Mauro Nespoli | Lag          | 1986         | 6            |                            |                                           | (Kanada) (11) W 219-217 | (Malaysia) (3) W 218-213 | (Ukraina) (2) W 223-221 | (Sydkorea) (1) L 227-225 | Silver           |

- Damer

| Namn                                              | Gren         | Rankingrunda | Rankingrunda | 32-delsfinal                       | 16-delsfinal            | 8-delsfinal            | Kvartsfinal              | Semifinal        | Final            | Final            |
| Namn                                              | Gren         | Poäng        | Seed         | Resultat                           | Resultat                | Resultat               | Resultat                 | Resultat         | Resultat         | Plats            |
| ------------------------------------------------- | ------------ | ------------ | ------------ | ---------------------------------- | ----------------------- | ---------------------- | ------------------------ | ---------------- | ---------------- | ---------------- |
| Pia Carmen Lionetti                               | Individuellt | 613          | 51           | Schuh (FRA) (14) L 107-112         | Gick inte vidare        | Gick inte vidare       | Gick inte vidare         | Gick inte vidare | Gick inte vidare | Gick inte vidare |
| Elena Tonetta                                     | Individuellt | 595          | 55           | Rendon (COL) (10) L 106-106 (9-10) | Gick inte vidare        | Gick inte vidare       | Gick inte vidare         | Gick inte vidare | Gick inte vidare | Gick inte vidare |
| Natalia Valeeva                                   | Individuellt | 634          | 30           | Bannova (KAZ) (35) W 107-105       | Joo (KOR) (3) L 108-110 | Gick inte vidare       | Gick inte vidare         | Gick inte vidare | Gick inte vidare | Gick inte vidare |
| Pia Carmen Lionetti Elena Tonetta Natalia Valeeva | Lag          | 1842         | 9            |                                    |                         | (Taiwan) (8) W 215-211 | (Sydkorea) (1) L 231-217 | Gick inte vidare | Gick inte vidare | 5:a              |

## Cykling
- Huvudartikel: Cykling vid olympiska sommarspelen 2008

### BMX
Herrar
| Cyklist          | Gren          | Seedning | Seedning  | Kvartsfinal | Kvartsfinal | Semifinal | Semifinal | Final            | Final            |
| Cyklist          | Gren          | Tid      | Placering | Poäng       | Placering   | Tid       | Placering | Tid              | Placering        |
| ---------------- | ------------- | -------- | --------- | ----------- | ----------- | --------- | --------- | ---------------- | ---------------- |
| Manuel de Vecchi | Herrarnas BMX | 36.351   | 10:a Q    | 11          | 3:a Q       | 20 p      | 14:e      | Gick inte vidare | Gick inte vidare |

### Mountainbike
Herrar
| Cyklist               | Gren                   | Tid     | Placering |
| --------------------- | ---------------------- | ------- | --------- |
| Marco Aurelio Fontana | Herrarnas mountainbike | 1:59:59 | 5         |
| Yader Zoli            | Herrarnas mountainbike | DNF     | DNF       |

Damer
| Cyklist     | Gren                  | Tid     | Placering |
| ----------- | --------------------- | ------- | --------- |
| Eva Lechner | Damernas mountainbike | 1:58:22 | 16        |

### Landsväg
Herrar
| Cyklist           | Gren                | Tid               | Placering |
| ----------------- | ------------------- | ----------------- | --------- |
| Paolo Bettini     | Herrarnas linjelopp | 06:24:24 (+0:35)  | 18        |
| Marzio Bruseghin  | Herrarnas linjelopp | 06:34:26 (+10:37) | 63        |
| Marzio Bruseghin  | Herrarnas tempolopp | 01:06:20 (+4:09)  | 22        |
| Vincenzo Nibali   | Herrarnas linjelopp | DNF               | DNF       |
| Vincenzo Nibali   | Herrarnas tempolopp | 01:05:36 (+3:14)  | 15        |
| Franco Pellizotti | Herrarnas linjelopp | 06:31:06 (+7:17)  | 50        |
| Davide Rebellin   | Herrarnas linjelopp | 06:23:49 (+0:00)  | DQ        |

Damer
| Cyklist         | Gren               | Tid                | Placering |
| --------------- | ------------------ | ------------------ | --------- |
| Noemi Cantele   | Damernas linjelopp | 03:32:45 (+0:21)   | 15        |
| Vera Carrara    | Damernas linjelopp | DNF                | DNF       |
| Tatiana Guderzo | Damernas linjelopp | 3h 32′ 24″ (+0:00) |           |
| Tatiana Guderzo | Damernas tempolopp | 36:37 (+1:46)      | 12        |

### Bana
Sprint
| Cyklist         | Gren             | Kvalificering        | Kvalificering | 1/16-finaler     | 1/8-finaler      | 1/8-finalers uppsamling | Finaler (9-12:e plats) | Finaler (9-12:e plats) |
| Cyklist         | Gren             | Tid Hastighet        | Placering     | Motståndare      | Motståndare      | Plats                   | Plats                  | Placering              |
| --------------- | ---------------- | -------------------- | ------------- | ---------------- | ---------------- | ----------------------- | ---------------------- | ---------------------- |
| Roberto Chiappa | Herrarnas sprint | 10.314 (69.808 km/h) | 8             | W Watanabe (JPN) | L Bourgain (FRA) | 3                       | 2                      | 10                     |

Keirin
| Cyklist         | Gren             | 1:a omgången | Uppsamling | 2:a omgången     | Finaler (7-12:e plats) |
| Cyklist         | Gren             | Placering    | Placering  | Placering        | Placering              |
| --------------- | ---------------- | ------------ | ---------- | ---------------- | ---------------------- |
| Roberto Chiappa | Herrarnas keirin | REL          | 5th        | Gick inte vidare | Gick inte vidare       |

Poänglopp
| Cyklist                      | Gren                | Poäng/varv | Placering |
| ---------------------------- | ------------------- | ---------- | --------- |
| Angelo Ciccone               | Herrarnas poänglopp | 8 p        | 13        |
| Vera Carrara                 | Damernas poänglopp  | 1 p        | 14        |
| Angelo Ciccone Fabio Masotti | Herrarnas madison   | 0 p        | 14        |

## Fotboll
- Huvudartikel: Fotboll vid olympiska sommarspelen 2008
- Herrar

| Nr          | Namn                 | Klubb      | Födelsedag | SM        | Mål       |           | Gult kort · Gult kort · Rött kort | Rött kort |
| Målvakter   | Målvakter            | Målvakter  | Målvakter  | Målvakter | Målvakter | Målvakter | Målvakter                         | Målvakter |
| ----------- | -------------------- | ---------- | ---------- | --------- | --------- | --------- | --------------------------------- | --------- |
| 1           | Emiliano Viviano     | Brescia    | 22         | 0         | 0         | 0         | 0                                 | 0         |
| 12          | Andrea Consigli      | Atalanta   | 21         | 0         | 0         | 0         | 0                                 | 0         |
| Försvarare  |                      |            |            |           |           |           |                                   |           |
| 2           | Marco Motta          | Udinese    | 22         | 0         | 0         | 0         | 0                                 | 0         |
| 3           | Paolo De Ceglie      | Juventus   | 21         | 0         | 0         | 0         | 0                                 | 0         |
| 5           | Andrea Coda          | Udinese    | 23         | 0         | 0         | 0         | 0                                 | 0         |
| 6           | Domenico Criscito    | Genoa      | 21         | 0         | 0         | 0         | 0                                 | 0         |
| 13          | Salvatore Bocchetti  | Genoa      | 21         | 0         | 0         | 0         | 0                                 | 0         |
| 14          | Lorenzo De Silvestri | Lazio      | 20         | 0         | 0         | 0         | 0                                 | 0         |
| Mittfältare |                      |            |            |           |           |           |                                   |           |
| 4           | Antonio Nocerino     | Palermo    | 23         | 0         | 0         | 0         | 0                                 | 0         |
| 7           | Riccardo Montolivo   | Fiorentina | 23         | 0         | 0         | 0         | 0                                 | 0         |
| 8           | Luca Cigarini        | Parma      | 22         | 0         | 0         | 0         | 0                                 | 0         |
| 15          | Claudio Marchisio    | Juventus   | 22         | 0         | 0         | 0         | 0                                 | 0         |
| 16          | Daniele Dessena      | Parma      | 21         | 0         | 0         | 0         | 0                                 | 0         |
| 17          | Ignazio Abate        | Milan      | 21         | 0         | 0         | 0         | 0                                 | 0         |
| Anfallare   |                      |            |            |           |           |           |                                   |           |
| 9           | Robert Acquafresca   | Cagliari   | 20         | 0         | 0         | 0         | 0                                 | 0         |
| 10          | Sebastian Giovinco   | Juventus   | 21         | 0         | 0         | 0         | 0                                 | 0         |
| 11          | Giuseppe Rossi       | Villareal  | 21         | 0         | 0         | 0         | 0                                 | 0         |
| 18          | Tommaso Rocchi*      | Lazio      | 30         | 0         | 0         | 0         | 0                                 | 0         |
| Coach       |                      |            |            |           |           |           |                                   |           |
|             | Pierluigi Casiraghi  |            | 39 ans     |           |           |           |                                   |           |

- Grupp D

| Lag      | S | V | O | F | GM | IM | MS | P |
| -------- | - | - | - | - | -- | -- | -- | - |
| Italien  | 3 | 2 | 1 | 0 | 6  | 0  | +6 | 7 |
| Kamerun  | 3 | 1 | 2 | 0 | 2  | 1  | +1 | 5 |
| Sydkorea | 3 | 1 | 1 | 1 | 2  | 4  | −2 | 4 |
| Honduras | 3 | 0 | 0 | 3 | 0  | 5  | −5 | 0 |

|       | 2008-08-07 | Honduras U23 | 0 – 3     | Italien U23                                          | Qinhuangdao Olympic Sports Center Stadium, Qinhuangdao |                                                 |
| 17.00 | 17.00      |              | (Rapport) | Giovinco 41′ Rossi 45′ (str.) Acquafresca 52′ (str.) | Publik: 21 680 Domare: Damir Skomina, Slovenien        | Publik: 21 680 Domare: Damir Skomina, Slovenien |
| 17.00 | 17.00      |              |           |                                                      | Publik: 21 680 Domare: Damir Skomina, Slovenien        | Publik: 21 680 Domare: Damir Skomina, Slovenien |
| 17.00 | 17.00      |              |           |                                                      | Publik: 21 680 Domare: Damir Skomina, Slovenien        | Publik: 21 680 Domare: Damir Skomina, Slovenien |

|       | 2008-08-10 | Italien U23                        | 3 – 0     | Sydkorea U23 | Qinhuangdao Olympic Sports Center Stadium, Qinhuangdao |                                                    |
| 19.45 | 19.45      | Rossi 15′ Rocchi 32′ Montolivo 90′ | (Rapport) |              | Publik: 29 455 Domare: Thomas Einwaller, Österrike     | Publik: 29 455 Domare: Thomas Einwaller, Österrike |
| 19.45 | 19.45      |                                    |           |              | Publik: 29 455 Domare: Thomas Einwaller, Österrike     | Publik: 29 455 Domare: Thomas Einwaller, Österrike |
| 19.45 | 19.45      |                                    |           |              | Publik: 29 455 Domare: Thomas Einwaller, Österrike     | Publik: 29 455 Domare: Thomas Einwaller, Österrike |

|       | 2008-08-13 | Kamerun U23 | 0 – 0     | Italien U23 | Tianjin Olympic Center Stadium, Tianjin        |                                                |
| 17.00 | 17.00      |             | (Rapport) |             | Publik: 47 307 Domare: Martín Vázquez, Uruguay | Publik: 47 307 Domare: Martín Vázquez, Uruguay |
| 17.00 | 17.00      |             |           |             | Publik: 47 307 Domare: Martín Vázquez, Uruguay | Publik: 47 307 Domare: Martín Vázquez, Uruguay |
| 17.00 | 17.00      |             |           |             | Publik: 47 307 Domare: Martín Vázquez, Uruguay | Publik: 47 307 Domare: Martín Vázquez, Uruguay |

- Slutspel

|  | Kvartsfinal | Kvartsfinal         | Kvartsfinal   |               |               | Semifinal     | Semifinal | Semifinal |             |            | Final      | Final         | Final |
|  |             |                     |               |               |               |               |           |           |             |            |            |               |       |
|  | B1          | Nigeria U23         | 2             |               |               |               |           |           |             |            |            |               |       |
|  | A2          | Elfenbenskusten U23 | 0             |               |               |               |           |           |             |            |            |               |       |
|  | A2          | Elfenbenskusten U23 | 0             |               | B1            | Nigeria U23   | 4         |           |             |            |            |               |       |
|  |             |                     |               |               | B1            | Nigeria U23   | 4         |           |             |            |            |               |       |
|  |             | C2                  | Belgien U23   | 1             |               |               |           |           |             |            |            |               |       |
|  | D1          | C2                  | Belgien U23   | 1             | Italien U23   | 2             |           |           |             |            |            |               |       |
|  | D1          |                     |               |               | Italien U23   | 2             |           |           |             |            |            |               |       |
|  | C2          | Belgien U23         | 3             |               |               |               |           |           |             |            |            |               |       |
|  |             |                     |               |               |               |               |           |           |             |            | B1         | Nigeria U23   | 0     |
|  |             |                     | A1            | Argentina U23 | 1             |               |           |           |             |            |            |               |       |
|  | A1          | Argentina U23       | 2             |               |               |               |           |           |             |            |            |               |       |
|  | B2          | Nederländerna U23   | 1             |               |               |               |           |           |             |            |            |               |       |
|  | B2          | Nederländerna U23   | 1             |               | A1            | Argentina U23 | 3         |           | Bronsmatch  | Bronsmatch | Bronsmatch | Bronsmatch    |       |
|  |             |                     |               |               | A1            | Argentina U23 | 3         |           | Bronsmatch  | Bronsmatch | Bronsmatch | Bronsmatch    |       |
|  |             | C1                  | Brasilien U23 | 0             |               |               |           |           |             |            |            |               |       |
|  | C1          | C1                  | Brasilien U23 | 0             | Brasilien U23 | 2             |           | C2        | Belgien U23 | 0          |            |               |       |
|  | C1          |                     |               |               | Brasilien U23 | 2             |           | C2        | Belgien U23 | 0          |            |               |       |
|  | D2          | Kamerun U23         | 0             |               |               |               |           |           |             |            | C1         | Brasilien U23 | 3     |

- Kvartsfinal

|       | 2008-08-16 | Italien U23                  | 2 – 3           | Belgien U23                     | Arbetarstadion, Peking                            |                                                   |
| 18.00 | 18.00      | Rossi 18′ (str.), 74′ (str.) | (1–2) (Rapport) | Dembélé 23′, 79′ Mirallas 45+2′ | Publik: 50 802 Domare: Héctor Baldassi, Argentina | Publik: 50 802 Domare: Héctor Baldassi, Argentina |
| 18.00 | 18.00      |                              |                 |                                 | Publik: 50 802 Domare: Héctor Baldassi, Argentina | Publik: 50 802 Domare: Héctor Baldassi, Argentina |
| 18.00 | 18.00      |                              |                 |                                 | Publik: 50 802 Domare: Héctor Baldassi, Argentina | Publik: 50 802 Domare: Héctor Baldassi, Argentina |

## Friidrott
- Huvudartikel: Friidrott vid olympiska sommarspelen 2008

Förkortningar
- Noteringar – Placeringarna avser endast löparens eget heat
- Q = Kvalificerad till nästa omgång
- q = Kvalificerade sig till nästa omgång som den snabbaste idrottaren eller, i fältgrenarna, via placering utan att uppnå kvalgränsen.
- NR = Nationellt rekord
- N/A = Omgången ingick inte i grenen
- Bye = Idrottaren behövde inte delta i denna omgång

Herrar
Bana och landsväg
| Idrottare                                                          | Gren           | Heat     | Heat      | Kvartsfinal      | Kvartsfinal      | Semifinal        | Semifinal        | Final            | Final            |
| Idrottare                                                          | Gren           | Resultat | Placering | Resultat         | Placering        | Resultat         | Placering        | Resultat         | Placering        |
| ------------------------------------------------------------------ | -------------- | -------- | --------- | ---------------- | ---------------- | ---------------- | ---------------- | ---------------- | ---------------- |
| Simone Collio                                                      | 100 m          | 10.32    | 3 Q       | 10.33            | 7                | Gick inte vidare | Gick inte vidare | Gick inte vidare | Gick inte vidare |
| Fabio Cerutti                                                      | 100 m          | 10.49    | 5         | Gick inte vidare | Gick inte vidare | Gick inte vidare | Gick inte vidare | Gick inte vidare | Gick inte vidare |
| Claudio Licciardello                                               | 400 m          | 45.25    | 3 Q       | i.u.             | i.u.             | 45.64            | 8                | Gick inte vidare | Gick inte vidare |
| Christian Obrist                                                   | 1 500 m        | 3:35.91  | 4 Q       | i.u.             | i.u.             | 3:37.47          | 4 Q              | 3:39.87          | 11               |
| Matteo Villani                                                     | 3 000 m hinder | DNF      | DNF       | i.u.             | i.u.             | i.u.             | i.u.             | Gick inte vidare | Gick inte vidare |
| Fabio Cerutti Simone Collio Emanuele di Gregorio Jacques Riparelli | 4 x 100 m      | DSQ      | DSQ       | i.u.             | i.u.             | i.u.             | i.u.             | Gick inte vidare | Gick inte vidare |
| Ottaviano Andriani                                                 | Maraton        | i.u.     | i.u.      | i.u.             | i.u.             | i.u.             | i.u.             | 2:16:10          | 23               |
| Stefano Baldini                                                    | Maraton        | i.u.     | i.u.      | i.u.             | i.u.             | i.u.             | i.u.             | 2:13:25          | 12               |
| Ruggero Pertile                                                    | Maraton        | i.u.     | i.u.      | i.u.             | i.u.             | i.u.             | i.u.             | 2:13:39          | 15               |
| Ivano Brugnetti                                                    | 20 km gång     | i.u.     | i.u.      | i.u.             | i.u.             | i.u.             | i.u.             | 1:19:51          | 5                |
| Jean-Jacques Nkouloukidi                                           | 20 km gång     | i.u.     | i.u.      | i.u.             | i.u.             | i.u.             | i.u.             | 1:26:53          | 37               |
| Giorgio Rubino                                                     | 20 km gång     | i.u.     | i.u.      | i.u.             | i.u.             | i.u.             | i.u.             | 1:22:11          | 18               |
| Diego Cafagna                                                      | 50 km gång     | i.u.     | i.u.      | i.u.             | i.u.             | i.u.             | i.u.             | DSQ              | DSQ              |
| Marco de Luca                                                      | 50 km gång     | i.u.     | i.u.      | i.u.             | i.u.             | i.u.             | i.u.             | 3:54:47          | 19               |
| Alex Schwazer                                                      | 50 km gång     | i.u.     | i.u.      | i.u.             | i.u.             | i.u.             | i.u.             | 3:37:09 OR       | 1                |

Fältgrenar
| Idrottare          | Gren           | Kval    | Kval      | Final            | Final            |
| Idrottare          | Gren           | Distans | Placering | Distans          | Placering        |
| ------------------ | -------------- | ------- | --------- | ---------------- | ---------------- |
| Andrew Howe        | Längdhopp      | 7.81    | 20        | Gick inte vidare | Gick inte vidare |
| Fabrizio Donato    | Tresteg        | 16.70   | 21        | Gick inte vidare | Gick inte vidare |
| Andrea Bettinelli  | Höjdhopp       | 2.25    | 16        | Gick inte vidare | Gick inte vidare |
| Filippo Campioli   | Höjdhopp       | 2.25    | =9 Q      | 2.20             | =10              |
| Alessandro Talotti | Höjdhopp       | 2.20    | 19        | Gick inte vidare | Gick inte vidare |
| Giuseppe Gibilisco | Stavhopp       | 5.65    | 13 q      | NM               | —                |
| Hannes Kirchler    | Diskuskastning | 56.44   | 32        | Gick inte vidare | Gick inte vidare |
| Marco Lingua       | Släggkastning  | NM      | —         | Gick inte vidare | Gick inte vidare |
| Nicola Vizzoni     | Släggkastning  | 75.01   | 13        | Gick inte vidare | Gick inte vidare |

Damer
Bana & landsväg
| Idrottare                                               | Gren           | Heat     | Heat      | Kvartsfinal | Kvartsfinal | Semifinal        | Semifinal        | Final            | Final            |
| Idrottare                                               | Gren           | Resultat | Placering | Resultat    | Placering   | Resultat         | Placering        | Resultat         | Placering        |
| ------------------------------------------------------- | -------------- | -------- | --------- | ----------- | ----------- | ---------------- | ---------------- | ---------------- | ---------------- |
| Anita Pistone                                           | 100 m          | 11.43    | 2 Q       | 11.56       | 6           | Gick inte vidare | Gick inte vidare | Gick inte vidare | Gick inte vidare |
| Vincenza Calì                                           | 200 m          | 23.44    | 6 q       | 23.56       | 7           | Gick inte vidare | Gick inte vidare | Gick inte vidare | Gick inte vidare |
| Libania Grenot                                          | 400 m          | 50.87 NR | 1 Q       | i.u.        | i.u.        | 50.83 NR         | 5                | Gick inte vidare | Gick inte vidare |
| Elisa Cusma                                             | 800 m          | 2:00.24  | 5 q       | i.u.        | i.u.        | 1:59.52          | 5                | Gick inte vidare | Gick inte vidare |
| Silvia Weissteiner                                      | 5 000 m        | 15:23.45 | 10        | i.u.        | i.u.        | i.u.             | i.u.             | Gick inte vidare | Gick inte vidare |
| Micol Cattaneo                                          | 100 m häck     | 13.13    | 5         | i.u.        | i.u.        | Gick inte vidare | Gick inte vidare | Gick inte vidare | Gick inte vidare |
| Elena Romagnolo                                         | 3 000 m hinder | 9:27.48  | 5 q       | i.u.        | i.u.        | i.u.             | i.u.             | 9:30.04          | 11               |
| Bruna Genovese                                          | Maraton        | i.u.     | i.u.      | i.u.        | i.u.        | i.u.             | i.u.             | 2:31:31          | 17               |
| Anna Incerti                                            | Maraton        | i.u.     | i.u.      | i.u.        | i.u.        | i.u.             | i.u.             | 2:30:55          | 14               |
| Vincenza Sicari                                         | Maraton        | i.u.     | i.u.      | i.u.        | i.u.        | i.u.             | i.u.             | 2:33:31          | 29               |
| Elisa Rigaudo                                           | 20 km gång     | i.u.     | i.u.      | i.u.        | i.u.        | i.u.             | i.u.             | 1:27:12          | 3                |
| Audrey Alloh Giulia Arcioni Vincenza Calì Anita Pistone | 4 x 100 m      | DSQ      | DSQ       | i.u.        | i.u.        | i.u.             | i.u.             | Gick inte vidare | Gick inte vidare |

Fältgrenar
| Idrottare             | Gren          | Kval  | Kval      | Final            | Final            |
| Idrottare             | Gren          | Längd | Placering | Längd            | Placering        |
| --------------------- | ------------- | ----- | --------- | ---------------- | ---------------- |
| Magdelín Martínez     | Tresteg       | 13.70 | 21        | Gick inte vidare | Gick inte vidare |
| Antonietta Di Martino | Höjdhopp      | 1.93  | =5 q      | 1.93             | =10              |
| Assunta Legnante      | Kulstötning   | 18.74 | 19        | Gick inte vidare | Gick inte vidare |
| Chiara Rosa           | Kulstötning   | 18.74 | 9 Q       | 18.22            | 13               |
| Zahra Bani            | Spjutkastning | NM    | —         | Gick inte vidare | Gick inte vidare |
| Clarissa Claretti     | Släggkastning | 71.82 | 5 Q       | 71.33            | 7                |
| Silvia Salis          | Släggkastning | 62.28 | 22        | Gick inte vidare | Gick inte vidare |

## Fäktning
- Huvudartikel: Fäktning vid olympiska sommarspelen 2008

Herrar
| Idrottare                                                         | Gren                  | Omgång 1          | Sextondelsfinal          | Åttondelsfinal         | Kvartsfinal             | Semifinal           | Final / BM           | Final / BM       |
| Idrottare                                                         | Gren                  | Motståndare Poäng | Motståndare Poäng        | Motståndare Poäng      | Motståndare Poäng       | Motståndare Poäng   | Motståndare Poäng    | Placering        |
| ----------------------------------------------------------------- | --------------------- | ----------------- | ------------------------ | ---------------------- | ----------------------- | ------------------- | -------------------- | ---------------- |
| Diego Confalonieri                                                | Värja, individuellt   | BYE               | Motyka (POL) W 15–10     | Imre (HUN) W 15–9      | Abajo (ESP) L 13–14     | Gick inte vidare    | Gick inte vidare     | Gick inte vidare |
| Alfredo Rota                                                      | Värja, individuellt   | BYE               | Boczko (HUN) L 10–11     | Gick inte vidare       | Gick inte vidare        | Gick inte vidare    | Gick inte vidare     | Gick inte vidare |
| Matteo Tagliariol                                                 | Värja, individuellt   | BYE               | Torkildsen (NOR) W 15–10 | Robeiri (FRA) W 15–11  | Verwijlen (NED) W 15–11 | Abajo (ESP) W 15–12 | Jeannet (FRA) W 15–9 | 1                |
| Stefano Carozzo Diego Confalonieri Alfredo Rota Matteo Tagliariol | Värja, lag            | i.u.              | i.u.                     | BYE                    | Sydkorea W 45–37        | Frankrike L 39–45   | Kina W 45–35         | 3                |
| Andrea Cassarà                                                    | Florett, individuellt | i.u.              | BYE                      | Schlosser (AUT) W 15–8 | Zhu J (CHN) L 14–15     | Gick inte vidare    | Gick inte vidare     | Gick inte vidare |
| Salvatore Sanzo                                                   | Florett, individuellt | i.u.              | BYE                      | McGuire (CAN) W 15–3   | Le Pechoux (FRA) W 10–9 | Ōta (JPN) L 14–15   | Zhu J (CHN) W 15–14  | 3                |
| Aldo Montano                                                      | Sabel, individuellt   | BYE               | Beaudry (CAN) W 15–4     | Pina (ESP) L 14–15     | Gick inte vidare        | Gick inte vidare    | Gick inte vidare     | Gick inte vidare |
| Diego Occhiuzzi                                                   | Sabel, individuellt   | BYE               | Pina (ESP) L 9–15        | Gick inte vidare       | Gick inte vidare        | Gick inte vidare    | Gick inte vidare     | Gick inte vidare |
| Luigi Tarantino                                                   | Sabel, individuellt   | BYE               | Agresta (BRA) W 15–8     | Sanson (FRA) W 15–7    | Zhong M (CHN) L 13–15   | Gick inte vidare    | Gick inte vidare     | Gick inte vidare |
| Aldo Montano Diego Occhiuzzi Giampiero Pastore Luigi Tarantino    | Sabel, lag            | i.u.              | i.u.                     | i.u.                   | Belarus W 45–39         | Frankrike L 41–45   | Ryssland W 45–44     | 3                |

Damer
| Idrottare                                                                 | Gren                  | Omgång 1          | Sextondelsfinal           | Åttondelsfinal         | Kvartsfinal           | Semifinal              | Final / BM              | Final / BM       |                  |
| Idrottare                                                                 | Gren                  | Motståndare Poäng | Motståndare Poäng         | Motståndare Poäng      | Motståndare Poäng     | Motståndare Poäng      | Motståndare Poäng       | Placering        |                  |
| ------------------------------------------------------------------------- | --------------------- | ----------------- | ------------------------- | ---------------------- | --------------------- | ---------------------- | ----------------------- | ---------------- | ---------------- |
| Margherita Granbassi                                                      | Florett, individuellt | BYE               | Angad-Gaur (NED) W 11–6   | Nikisjina (RUS) W 11–4 | Lamonova (RUS) W 12–7 | Vezzali (ITA) L 3–12   | Trillini (ITA) W 15–12  | 3                |                  |
| Giovanna Trillini                                                         | Florett, individuellt | BYE               | Compañy (CUB) W 15–7      | Sjanajeva (RUS) W 15–3 | Wächter (GER) W 15–8  | Nam H-H (KOR) L 10–15  | Granbassi (ITA) L 12–15 | 4                |                  |
| Valentina Vezzali                                                         | Florett, individuellt | BYE               | Mroczkiewicz (POL) W 15–3 | Zhang L (CHN) W 10–7   | Knapek (HUN) W 15–3   | Granbassi (ITA) W 12–3 | Nam H-H (KOR) W 6–5     | 1                |                  |
| Margherita Granbassi Ilaria Salvatori Giovanna Trillini Valentina Vezzali | Florett, lag          | i.u.              | i.u.                      | i.u.                   | Kina W 37–24          | Ryssland L 21–22       | Ungern W 32–23          | 3                |                  |
| Ilaria Bianco                                                             | Sabel, individuellt   | BYE               | Huang Hy (CHN) W 15–12    | Velikaja (RUS) L 6–15  | Gick inte vidare      | Gick inte vidare       | Gick inte vidare        | Gick inte vidare | Gick inte vidare |
| Gioia Marzocca                                                            | Sabel, individuellt   | BYE               | Charlan (UKR) L 8–15      | Gick inte vidare       | Gick inte vidare      | Gick inte vidare       | Gick inte vidare        | Gick inte vidare |                  |

## Gymnastik
- Huvudartikel: Gymnastik vid olympiska sommarspelen 2008

### Artistisk gymnastik
Herrar
Lag
| Gymnast           | Gren | Kval    | Kval    | Kval     | Kval    | Kval    | Kval     | Kval    | Kval      | Final            | Final            | Final            | Final            | Final            | Final            | Final            | Final            |
| Gymnast           | Gren | Redskap | Redskap | Redskap  | Redskap | Redskap | Redskap  | Totalt  | Placering | Redskap          | Redskap          | Redskap          | Redskap          | Redskap          | Redskap          | Totalt           | Placering        |
| Gymnast           | Gren | F       | PH      | R        | V       | PB      | HB       | Totalt  | Placering | F                | PH               | R                | V                | PB               | HB               | Totalt           | Placering        |
| ----------------- | ---- | ------- | ------- | -------- | ------- | ------- | -------- | ------- | --------- | ---------------- | ---------------- | ---------------- | ---------------- | ---------------- | ---------------- | ---------------- | ---------------- |
| Matteo Angioletti | Lag  | 14.250  | i.u.    | 15.625   | 16.500  | i.u.    | 13.575   | i.u.    | i.u.      | Gick inte vidare | Gick inte vidare | Gick inte vidare | Gick inte vidare | Gick inte vidare | Gick inte vidare | Gick inte vidare | Gick inte vidare |
| Alberto Busnari   | Lag  | 13.525  | 15.125  | i.u.     | i.u.    | 14.625  | 14.375   | i.u.    | i.u.      | Gick inte vidare | Gick inte vidare | Gick inte vidare | Gick inte vidare | Gick inte vidare | Gick inte vidare | Gick inte vidare | Gick inte vidare |
| Igor Cassina      | Lag  | i.u.    | 13.800  | i.u.     | i.u.    | 14.125  | 16.000 Q | i.u.    | i.u.      | Gick inte vidare | Gick inte vidare | Gick inte vidare | Gick inte vidare | Gick inte vidare | Gick inte vidare | Gick inte vidare | Gick inte vidare |
| Andrea Coppolino  | Lag  | 14.025  | 12.925  | 15.975 Q | 14.825  | 13.675  | i.u.     | i.u.    | i.u.      | Gick inte vidare | Gick inte vidare | Gick inte vidare | Gick inte vidare | Gick inte vidare | Gick inte vidare | Gick inte vidare | Gick inte vidare |
| Matteo Morandi    | Lag  | 14.175  | 13.700  | 16.025 Q | 16.100  | 13.725  | 13.850   | 87.575  | 31        | Gick inte vidare | Gick inte vidare | Gick inte vidare | Gick inte vidare | Gick inte vidare | Gick inte vidare | Gick inte vidare | Gick inte vidare |
| Enrico Pozzo      | Lag  | 14.800  | 14.325  | 14.250   | 15.700  | 14.750  | 14.850   | 88.675  | 26 Q      | Gick inte vidare | Gick inte vidare | Gick inte vidare | Gick inte vidare | Gick inte vidare | Gick inte vidare | Gick inte vidare | Gick inte vidare |
| Totalt            | Lag  | 63.125  | 57.250  | 56.950   | 61.875  | 57.225  | 59.075   | 355.500 | 12        | Gick inte vidare | Gick inte vidare | Gick inte vidare | Gick inte vidare | Gick inte vidare | Gick inte vidare | Gick inte vidare | Gick inte vidare |

Individuella finaler
| Gymnast          | Gren     | Redskap | Redskap | Redskap | Redskap | Redskap | Redskap | Totalt | Placering |
| Gymnast          | Gren     | F       | PH      | R       | V       | PB      | HB      | Totalt | Placering |
| ---------------- | -------- | ------- | ------- | ------- | ------- | ------- | ------- | ------ | --------- |
| Igor Cassina     | Räck     | i.u.    | i.u.    | i.u.    | i.u.    | i.u.    | 15.675  | 15.675 | 4         |
| Andrea Coppolino | Ringar   | i.u.    | i.u.    | 16.225  | i.u.    | i.u.    | i.u.    | 16.225 | 4         |
| Matteo Morandi   | Ringar   | i.u.    | i.u.    | 16.200  | i.u.    | i.u.    | i.u.    | 16.200 | 6         |
| Enrico Pozzo     | Mångkamp | 15.250  | 14.625  | 13.850  | 15.600  | 14.600  | 15.450  | 89.375 | 19        |

Damer
Lag
| Gymnast             | Gren        | Kval    | Kval     | Kval    | Kval    | Kval    | Kval      | Final            | Final            | Final            | Final            | Final            | Final            |
| Gymnast             | Gren        | Redskap | Redskap  | Redskap | Redskap | Totalt  | Placering | Redskap          | Redskap          | Redskap          | Redskap          | Totalt           | Placering        |
| Gymnast             | Gren        | F       | V        | UB      | BB      | Totalt  | Placering | F                | V                | UB               | BB               | Totalt           | Placering        |
| ------------------- | ----------- | ------- | -------- | ------- | ------- | ------- | --------- | ---------------- | ---------------- | ---------------- | ---------------- | ---------------- | ---------------- |
| Francesca Benolli   | Lagmångkamp | 13.600  | 15.075   | 14.475  | 13.850  | 57.000  | 35        | Gick inte vidare | Gick inte vidare | Gick inte vidare | Gick inte vidare | Gick inte vidare | Gick inte vidare |
| Monica Bergamelli   | Lagmångkamp | i.u.    | 13.900   | i.u.    | 14.350  | i.u.    | i.u.      | Gick inte vidare | Gick inte vidare | Gick inte vidare | Gick inte vidare | Gick inte vidare | Gick inte vidare |
| Vanessa Ferrari     | Lagmångkamp | 14.650  | 14.825   | 14.050  | 14.775  | 58.300  | 21 Q      | Gick inte vidare | Gick inte vidare | Gick inte vidare | Gick inte vidare | Gick inte vidare | Gick inte vidare |
| Carlotta Giovannini | Lagmångkamp | 13.575  | 15.100 Q | 14.475  | 13.900  | 57.050  | 34        | Gick inte vidare | Gick inte vidare | Gick inte vidare | Gick inte vidare | Gick inte vidare | Gick inte vidare |
| Federica Macrì      | Lagmångkamp | 13.800  | i.u.     | 13.550  | i.u.    | i.u.    | i.u.      | Gick inte vidare | Gick inte vidare | Gick inte vidare | Gick inte vidare | Gick inte vidare | Gick inte vidare |
| Lia Parolari        | Lagmångkamp | 14.575  | 14.075   | 14.375  | 15.175  | 58.200  | 23 Q      | Gick inte vidare | Gick inte vidare | Gick inte vidare | Gick inte vidare | Gick inte vidare | Gick inte vidare |
| Totalt              | Lagmångkamp | 56.625  | 59.075   | 57.375  | 58.200  | 231.275 | 10        | Gick inte vidare | Gick inte vidare | Gick inte vidare | Gick inte vidare | Gick inte vidare | Gick inte vidare |

Individuella finaler
| Gymnast             | Gren     | Redskap | Redskap | Redskap | Redskap | Totalt | Placering |
| Gymnast             | Gren     | F       | V       | UB      | BB      | Totalt | Placering |
| ------------------- | -------- | ------- | ------- | ------- | ------- | ------ | --------- |
| Vanessa Ferrari     | Mångkamp | 13.950  | 14.700  | 15.200  | 15.600  | 59.450 | 11        |
| Carlotta Giovannini | Hopp     | i.u.    | 14.550  | i.u.    | i.u.    | 14.550 | 6         |
| Lia Parolari        | Mångkamp | 14.500  | 13.950  | 15.350  | 15.125  | 58.925 | 14        |

| Gymnast                                                                                             | Gren  | Kval   | Kval                | Kval   | Kval      | Final  | Final               | Final  | Final     |
| Gymnast                                                                                             | Gren  | 5 rep  | 3 tunnband 2 käglor | Totalt | Placering | 5 rep  | 3 tunnband 2 käglor | Total  | Placering |
| --------------------------------------------------------------------------------------------------- | ----- | ------ | ------------------- | ------ | --------- | ------ | ------------------- | ------ | --------- |
| Elisa Blanchi Fabrizia D'Ottavio Marinella Falca Daniela Masseroni Elisa Santoni Anzhelika Savrayuk | Trupp | 17.150 | 17.375              | 34.525 | 4 Q       | 17.000 | 17.425              | 34.425 | 4         |

### Trampolin
| Gymnast        | Gren   | Kval  | Kval      | Final            | Final            |
| Gymnast        | Gren   | Poäng | Placering | Poäng            | Placering        |
| -------------- | ------ | ----- | --------- | ---------------- | ---------------- |
| Flavio Cannone | Herrar | 66.50 | 14        | Gick inte vidare | Gick inte vidare |

## Judo
Herrar
| Idrottare          | Gren                     | Inledande omgång     | Sextondelsfinal             | Åttondelsfinal               | Kvartsfinal          | Semifinal            | Återkval 1                      | Återkval 2               | Återkval 3                | Final / BM           | Final / BM       |                  |
| Idrottare          | Gren                     | Motståndare Resultat | Motståndare Resultat        | Motståndare Resultat         | Motståndare Resultat | Motståndare Resultat | Motståndare Resultat            | Motståndare Resultat     | Motståndare Resultat      | Motståndare Resultat | Placering        |                  |
| ------------------ | ------------------------ | -------------------- | --------------------------- | ---------------------------- | -------------------- | -------------------- | ------------------------------- | ------------------------ | ------------------------- | -------------------- | ---------------- | ---------------- |
| Giovanni Casale    | Halv lättvikt (-66 kg)   | BYE                  | Novoa (CHI) W 1000–0000     | Pak C-M (PRK) L 0001–0010    | Gick inte vidare     | Gick inte vidare     | Nurmuhammedow (TKM) W 0012–0000 | Dias (POR) W 1001–0001   | Gadanov (RUS) L 0010–1002 | Gick inte vidare     | Gick inte vidare | Gick inte vidare |
| Giuseppe Maddaloni | Halv mellanvikt (-81 kg) | BYE                  | Brenes (PUR) W 0020–0001    | Elmont (NED) L 0000–1001     | Gick inte vidare     | Gick inte vidare     | Nyamkhüü (MGL) L 0000–1000      | Gick inte vidare         | Gick inte vidare          | Gick inte vidare     | Gick inte vidare |                  |
| Roberto Meloni     | Mellanvikt (-90 kg)      | i.u.                 | Borodavko (LAT) W 0100–0010 | Dafreville (FRA) L 0000–0010 | Gick inte vidare     | Gick inte vidare     | González (CUB) W 1001–0001      | Santos (BRA) L 0000–1000 | Gick inte vidare          | Gick inte vidare     | Gick inte vidare |                  |
| Paolo Bianchessi   | Tungvikt (+100 kg)       | BYE                  | Ishii (JPN) L 0000–1011     | Gick inte vidare             | Gick inte vidare     | Gick inte vidare     | El Shehaby (EGY) W 0010–0000    | Tmenov (RUS) L 0000–0010 | Gick inte vidare          | Gick inte vidare     | Gick inte vidare |                  |

Damer
| Idrottare          | Gren                   | Sextondelsfinal            | Åttondelsfinal               | Kvartsfinal                  | Semifinal               | Återkval 1           | Återkval 2               | Återkval 3           | Final / BM                    | Final / BM       |
| Idrottare          | Gren                   | Motståndare Resultat       | Motståndare Resultat         | Motståndare Resultat         | Motståndare Resultat    | Motståndare Resultat | Motståndare Resultat     | Motståndare Resultat | Motståndare Resultat          | Placering        |
| ------------------ | ---------------------- | -------------------------- | ---------------------------- | ---------------------------- | ----------------------- | -------------------- | ------------------------ | -------------------- | ----------------------------- | ---------------- |
| Giulia Quintavalle | Lättvikt (-57 kg)      | Bönisch (GER) W 0101–0001  | Khishigbat (MGL) W 1010–0001 | Harel (FRA) W 0010–0001      | Pekli (AUS) W 0010–0002 | BYE                  | BYE                      | BYE                  | Gravenstijn (NED) W 0011–0001 | 1                |
| Ylenia Scapin      | Mellanvikt (-70 kg)    | BYE                        | Jacques (BEL) W 0010–0000    | Hernández (CUB) L 0000–1000  | Gick inte vidare        | BYE                  | Alvear (COL) L 0010–1000 | Gick inte vidare     | Gick inte vidare              | Gick inte vidare |
| Lucia Morico       | Halv tungvikt (-78 kg) | BYE                        | Nakazawa (JPN) W 0010–0001   | San Miguel (ESP) L 0011–0220 | Gick inte vidare        | BYE                  | Silva (BRA) L 0000–1101  | Gick inte vidare     | Gick inte vidare              | Gick inte vidare |
| Michela Torrenti   | Tungvikt (+78 kg)      | Shepherd (AUS) L 0000–0001 | Gick inte vidare             | Gick inte vidare             | Gick inte vidare        | Gick inte vidare     | Gick inte vidare         | Gick inte vidare     | Gick inte vidare              | Gick inte vidare |

## Kanotsport
Slalom
| Daniele Molmenti            | Herrarnas K-1 slalom | 85.13  | 5 | 83.46  | 3 | 168.59 | 3 Q | 88.56  | 8 Q | 142.37 | 10 | 230.93 | 10 |
| Andrea Benetti Erik Masoero | Herrarnas C-2 slalom | 100.08 | 9 | 102.20 | 9 | 202.28 | 8 Q | 103.64 | 6 Q | 100.48 | 5  | 204.12 | 5  |
| Maria Cristina Giai Pron    | Damernas K-1 slalom  | 102.75 | 9 | 100.95 | 9 | 203.70 | 9 Q | 104.52 | 5 Q | 251.26 | 10 | 355.78 | 10 |

Sprint
| Kanotist                                                        | Gren                 | Heat     | Heat      | Semifinal | Semifinal | Final            | Final            |
| Kanotist                                                        | Gren                 | Tid      | Placering | Tid       | Placering | Tid              | Placering        |
| --------------------------------------------------------------- | -------------------- | -------- | --------- | --------- | --------- | ---------------- | ---------------- |
| Michele Zerial                                                  | Herrarnas K-1 500 m  | 1:36.950 | 3 QS      | 1:42.931  | 4         | Gick inte vidare | Gick inte vidare |
| Andrea Facchin Antonio Scaduto                                  | Herrarnas K-2 500 m  | 1:30.240 | 3 QF      | BYE       | BYE       | 1:31.934         | 9                |
| Andrea Facchin Antonio Scaduto                                  | Herrarnas K-2 1000 m | 3:18.897 | 3 QF      | BYE       | BYE       | 3:14.750         | 3                |
| Franco Benedini Luca Piemonte Alberto Ricchetti Antonio Rossi   | Herrarnas K-4 1000 m | 2:58.627 | 2 QF      | BYE       | BYE       | 2:57.626         | 4                |
| Josefa Idem                                                     | Damernas K-1 500 m   | 1:48.864 | 1 QF      | BYE       | BYE       | 1:50.677         | 2                |
| Stefania Cicali Fabiana Sgroi                                   | Damernas K-2 500 m   | 1:47.018 | 6 QS      | 1:46.163  | 6         | Did not advance  | Did not advance  |
| Stefania Cicali Alice Fagioli Alessandra Galiotto Fabiana Sgroi | Damernas K-4 500 m   | 1:37.436 | 4 QS      | 1:37.887  | 3 Q       | 1:36.770         | 8                |

## Konstsim
| Idrottare                     | Gren           | Teknisk rutin | Teknisk rutin | Fri rutin (inledande) | Fri rutin (inledande)  | Fri rutin (inledande) | Fri rutin (final) | Fri rutin (final)      | Fri rutin (final) |
| Idrottare                     | Gren           | Poäng         | Placering     | Poäng                 | Totalt (teknisk + fri) | Placering             | Placering         | Totalt (teknisk + fri) | Placering         |
| ----------------------------- | -------------- | ------------- | ------------- | --------------------- | ---------------------- | --------------------- | ----------------- | ---------------------- | ----------------- |
| Beatrice Adelizzi Giulia Lapi | Damernas duett | 46.834        | 7             | 47.000                | 93.834                 | 7 Q                   | 46.917            | 93.751                 | 7                 |

## Modern femkamp
| Idrottare        | Gren   | Skytte (10 meter luftpistol) | Skytte (10 meter luftpistol) | Skytte (10 meter luftpistol) | Fäktning (värja) | Fäktning (värja) | Fäktning (värja) | Simning (200 m frisim) | Simning (200 m frisim) | Simning (200 m frisim) | Ridsport (hästhoppning) | Ridsport (hästhoppning) | Ridsport (hästhoppning) | Löpning (3000 m) | Löpning (3000 m) | Löpning (3000 m) | Totalpoäng | Slutresultat |
| Idrottare        | Gren   | Poäng                        | Placering                    | MF-poäng                     | Resultat         | Placering        | MF-poäng         | Tid                    | Placering              | MF-poäng               | Straff                  | Placering               | MF-poäng                | Tid              | Placering        | MF-poäng         | Totalpoäng | Slutresultat |
| ---------------- | ------ | ---------------------------- | ---------------------------- | ---------------------------- | ---------------- | ---------------- | ---------------- | ---------------------- | ---------------------- | ---------------------- | ----------------------- | ----------------------- | ----------------------- | ---------------- | ---------------- | ---------------- | ---------- | ------------ |
| Nicola Benedetti | Herrar | 183                          | 14                           | 1132                         | 16–19            | 21               | 784              | 2:15,10                | 34                     | 1180                   | 144                     | 16                      | 1056                    | 9:12,77          | 3                | 1192             | 5344       | 14           |
| Andrea Valentini | Herrar | 182                          | 16                           | 1120                         | 18–17            | 13               | 832              | 2:11,70                | 33                     | 1220                   | 228                     | 22                      | 972                     | 9:24,82          | 12               | 1144             | 5288       | 17           |
| Sara Bertoli     | Damer  | 174                          | 27                           | 1024                         | 13–22            | =29              | 712              | 2:21,92                | 23                     | 1220                   | 328                     | 34                      | 872                     | 10:48,46         | 17               | 1128             | 4956       | 32           |
| Claudia Corsini  | Damer  | 184                          | 8                            | 1144                         | 14–21            | 28               | 736              | 2:19,22                | 18                     | 1252                   | 84                      | 17                      | 1116                    | 10:40,01         | 12               | 1160             | 5408       | 14           |

## Ridsport

### Dressyr
| Idrottare           | Häst     | Gren                | Grand Prix | Grand Prix | Grand Prix Special | Grand Prix Special | Grand Prix Fristil | Grand Prix Fristil | Totalt           | Totalt           |
| Idrottare           | Häst     | Gren                | Poäng      | Placering  | Poäng              | Placering          | Poäng              | Placering          | Poäng            | Placering        |
| ------------------- | -------- | ------------------- | ---------- | ---------- | ------------------ | ------------------ | ------------------ | ------------------ | ---------------- | ---------------- |
| Pierluigi Sangiorgi | Flourian | Individuell dressyr | 61,875     | 37         | Gick inte vidare   | Gick inte vidare   | Gick inte vidare   | Gick inte vidare   | Gick inte vidare | Gick inte vidare |

### Fälttävlan
| Ryttare                                                                            | Häst            | Gren                    | Dressyr | Dressyr   | Terräng | Terräng  | Terräng   | Hoppning | Hoppning | Hoppning  | Hoppning         | Hoppning         | Hoppning         | Totalt | Totalt    |
| Ryttare                                                                            | Häst            | Gren                    | Dressyr | Dressyr   | Terräng | Terräng  | Terräng   | Kval     | Kval     | Kval      | Final            | Final            | Final            | Totalt | Totalt    |
| Ryttare                                                                            | Häst            | Gren                    | Straff  | Placering | Straff  | Totalt   | Placering | Straff   | Totalt   | Placering | Straff           | Totalt           | Placering        | Straff | Placering |
| ---------------------------------------------------------------------------------- | --------------- | ----------------------- | ------- | --------- | ------- | -------- | --------- | -------- | -------- | --------- | ---------------- | ---------------- | ---------------- | ------ | --------- |
| Susanna Bordone                                                                    | Ava             | Individuell fälttävlan  | 37,80   | 8         | 28,80   | 66,60    | 21        | 20,00    | 86,60    | 26 Q      | 14,00            | 100,60           | 23               | 100,60 | 23        |
| Stefano Brecciaroli                                                                | Cappa Hill      | Individuell fälttävlan  | 50,00 # | 33        | 62,00   | 112,00 # | 46        | 4,00     | 116,00 # | 41        | Gick inte vidare | Gick inte vidare | Gick inte vidare | 116,00 | 40        |
| Fabio Magni                                                                        | Southern King V | Individuell fälttävlan  | 49,60   | 31        | 70,00   | 119,60 # | 50        | 0,00     | 119,60 # | 42        | Gick inte vidare | Gick inte vidare | Gick inte vidare | 119,60 | 41        |
| Vittoria Panizzon                                                                  | Rock Model      | Individuell fälttävlan  | 50,60 # | 35        | 18,40   | 69,00    | 25        | 0,00     | 69,00    | 17 Q      | 8,00             | 77,00            | 16               | 77,00  | 16        |
| Roberto Rotatori                                                                   | Irham De Viages | Individuell fälttävlan  | 40,00   | 12        | 22,80   | 62,80    | 17        | 28,00    | 90,80    | 30        | Gick inte vidare | Gick inte vidare | Gick inte vidare | 90,80  | 29        |
| Susanna Bordone Stefano Brecciaroli Fabio Magni Vittoria Panizzon Roberto Rotatori | Se ovan         | Lagtävling i fälttävlan | 127,40  | 5         | 71,00   | 198,40   | 4         | 48,00    | 246,40   | 6         | i.u.             | i.u.             | i.u.             | 246,40 | 6         |

## Rodd
Herrar
| Idrottare                                                        | Gren                        | Heat    | Heat      | Återkval | Återkval  | Semifinal | Semifinal | Final   | Final     | Final |
| Idrottare                                                        | Gren                        | Tid     | Placering | Tid      | Placering | Tid       | Placering | Tid     | Placering |       |
| ---------------------------------------------------------------- | --------------------------- | ------- | --------- | -------- | --------- | --------- | --------- | ------- | --------- | ----- |
| Giuseppe De Vita Raffaello Leonardo                              | Tvåa utan styrman           | 6:51,01 | 2 SA/B    | BYE      | BYE       | 6:47,30   | 5 FB      | 7:04,91 | 11        |       |
| Elia Luini Marcello Miani                                        | Lättvikts-dubbelsculler     | 6:16,16 | 1 SA/B    | BYE      | BYE       | 6:31,16   | 2 FA      | 6:16,15 | 4         |       |
| Lorenzo Carboncini Carlo Mornati Niccolo Mornati Alessio Sartori | Fyra utan styrman           | 6:02,84 | 2 SA/B    | BYE      | BYE       | 6:05,21   | 6 FB      | 6:08,77 | 11        |       |
| Luca Agamennoni Rossano Galtarossa Simone Raineri Simone Venier  | Scullerfyra                 | 5:36,42 | 2 SA/B    | BYE      | BYE       | 5:51,20   | 1 FA      | 5:43,57 | 2         |       |
| Catello Amarante Salvatore Amitrano Bruno Mascarenhas Jiri Vlcek | Lättvikts-fyra utan styrman | 5:54,12 | 3 SA/B    | BYE      | BYE       | 6:14,73   | 5 FB      | 6:03,12 | 7         |       |

Damer
| Idrottare                             | Gren          | Heat    | Heat      | Återkval | Återkval  | Kvartsfinal | Kvartsfinal | Semifinal | Semifinal | Final   | Final     | Final |
| Idrottare                             | Gren          | Tid     | Placering | Tid      | Placering | Tid         | Placering   | Tid       | Placering | Tid     | Placering |       |
| ------------------------------------- | ------------- | ------- | --------- | -------- | --------- | ----------- | ----------- | --------- | --------- | ------- | --------- | ----- |
| Gabriella Bascelli                    | Singelsculler | 7:43,67 | 1 QF      | i.u.     | i.u.      | 7:36,68     | 3 SA/B      | 7:42,10   | 4 FB      | 7:48,91 | 8         |       |
| Elisabetta Sancassani Laura Schiavone | Dubbelsculler | 7:30,25 | 5 R       | 7:08,00  | 4 FB      | i.u.        | i.u.        | i.u.      | i.u.      | 7:29,22 | 10        |       |

## Segling
Herrar
| Seglare                      | Gren    | Lopp | Lopp | Lopp | Lopp | Lopp | Lopp | Lopp | Lopp | Lopp | Lopp | Lopp | Summerad poäng | Finalplacering |
| Seglare                      | Gren    | 1    | 2    | 3    | 4    | 5    | 6    | 7    | 8    | 9    | 10   | M*   | Summerad poäng | Finalplacering |
| ---------------------------- | ------- | ---- | ---- | ---- | ---- | ---- | ---- | ---- | ---- | ---- | ---- | ---- | -------------- | -------------- |
| Fabian Heidegger             | RS:X    | 14   | 12   | 8    | 17   | 18   | 13   | 18   | 24   | 21   | 17   | EL   | 138            | 20             |
| Diego Romero                 | Laser   | 6    | 3    | 5    | 36   | 10   | 15   | 11   | 9    | 10   | CAN  | 6    | 75             | 3              |
| Andrea Trani Gabria Zandona' | 470     | 10   | 4    | 7    | 7    | 2    | 21   | 19   | 6    | 29   | 5    | 10   | 91             | 6              |
| Diego Negri Luigi Viale      | Starbåt | 13   | 8    | 12   | 7    | 11   | 7    | 7    | 6    | 13   | 5    | 16   | 92             | 10             |

M = Medaljlopp; EL = Eliminerad – gick inte vidare till medaljloppet;
Damer
| Seglare                                                | Gren         | Lopp | Lopp | Lopp | Lopp | Lopp | Lopp | Lopp | Lopp | Lopp | Lopp | Lopp | Summerad poäng | Finalplacering |
| Seglare                                                | Gren         | 1    | 2    | 3    | 4    | 5    | 6    | 7    | 8    | 9    | 10   | M*   | Summerad poäng | Finalplacering |
| ------------------------------------------------------ | ------------ | ---- | ---- | ---- | ---- | ---- | ---- | ---- | ---- | ---- | ---- | ---- | -------------- | -------------- |
| Alessandra Sensini                                     | RS:X         | 6    | 2    | 9    | 1    | 28   | 3    | 2    | 2    | 5    | 8    | 2    | 40             | 2              |
| Larissa Nevierov                                       | Laser radial | 17   | 15   | 22   | 9    | 11   | 13   | 16   | 24   | 21   | CAN  | EL   | 124            | 19             |
| Giulia Conti Giovanna Micol                            | 470          | 14   | 7    | 6    | 3    | 6    | 11   | 4    | 19   | 12   | 6    | 6    | 75             | 5              |
| Chiara Calligaris Giulia Pignolo Francesca Scognamillo | Yngling      | 15   | 14   | 13   | 9    | 8    | 9    | 7    | 14   | CAN  | CAN  | EL   | 74             | 15             |

M = Medaljlopp; EL = Eliminerad – gick inte vidare till medaljloppet;
Öppen
| Seglare                             | Gren      | Lopp | Lopp | Lopp | Lopp | Lopp | Lopp | Lopp | Lopp | Lopp | Lopp | Lopp | Lopp | Lopp | Lopp | Lopp | Lopp | Summerad poäng | Finalplacering |
| Seglare                             | Gren      | 1    | 2    | 3    | 4    | 5    | 6    | 7    | 8    | 9    | 10   | 11   | 12   | 13   | 14   | 15   | M*   | Summerad poäng | Finalplacering |
| ----------------------------------- | --------- | ---- | ---- | ---- | ---- | ---- | ---- | ---- | ---- | ---- | ---- | ---- | ---- | ---- | ---- | ---- | ---- | -------------- | -------------- |
| Giorgio Poggi                       | Finnjolle | 17   | 7    | 14   | 21   | 6    | 12   | 9    | 9    | CAN  | CAN  | i.u. | i.u. | i.u. | i.u. | i.u. | EL   | 74             | 11             |
| Gianfranco Sibello Pietro Sibello   | 49er      | 3    | 9    | 1    | 1    | 6    | 9    | 3    | 8    | 12   | 17   | 3    | 3    | CAN  | CAN  | CAN  | 8    | 66             | 4              |
| Edoardo Bianchi Francesco Marcolini | Tornado   | 15   | 9    | 4    | 2    | 8    | 4    | 6    | 11   | 8    | 6    | i.u. | i.u. | i.u. | i.u. | i.u. | 16   | 74             | 7              |

M = Medaljlopp; EL = Eliminerad – gick inte vidare till medaljloppet;

## Simning
- Huvudartikel: Simning vid olympiska sommarspelen 2008

## Simhopp
Herrar
| Idrottare           | Gren             | Kval   | Kval      | Semifinal        | Semifinal        | Final            | Final            |
| Idrottare           | Gren             | Poäng  | Placering | Poäng            | Placering        | Poäng            | Placering        |
| ------------------- | ---------------- | ------ | --------- | ---------------- | ---------------- | ---------------- | ---------------- |
| Nicola Marconi      | 3 m              | 430,90 | 18 Q      | 444,55           | 14               | Gick inte vidare | Gick inte vidare |
| Tommaso Marconi     | 3 m              | 360,15 | 28        | Gick inte vidare | Gick inte vidare | Gick inte vidare | Gick inte vidare |
| Francesco Dell'Uomo | 10 m parhoppning | 388,80 | 25        | Gick inte vidare | Gick inte vidare | Gick inte vidare | Gick inte vidare |

Damer
| Idrottare                     | Gren            | Kval   | Kval      | Semifinal | Semifinal | Final            | Final            |
| Idrottare                     | Gren            | Poäng  | Placering | Poäng     | Placering | Poäng            | Placering        |
| ----------------------------- | --------------- | ------ | --------- | --------- | --------- | ---------------- | ---------------- |
| Tania Cagnotto                | 3 m             | 332,90 | 6 Q       | 332,40    | 5 Q       | 349,20           | 5                |
| Maria Marconi                 | 3 m             | 286,10 | 14 Q      | 277,50    | 17        | Gick inte vidare | Gick inte vidare |
| Tania Cagnotto                | 10 m            | 328,30 | 11 Q      | 296,60    | 13        | Gick inte vidare | Gick inte vidare |
| Valentina Marocchi            | 10 m            | 313,05 | 15 Q      | 283,15    | 15        | Gick inte vidare | Gick inte vidare |
| Noemi Batki Francesca Dallapè | 3 m parhoppning | i.u.   | i.u.      | i.u.      | i.u.      | 296,70           | 6                |

## Skytte
- Huvudartikel: Skytte vid olympiska sommarspelen 2008

## Taekwondo
| Idrottare          | Gren             | Åttondelsfinaler     | Kvartsfinaler        | Semifinaer           | Återkval             | Bronsmatch           | Final                | Final            |
| Idrottare          | Gren             | Motståndare Resultat | Motståndare Resultat | Motståndare Resultat | Motståndare Resultat | Motståndare Resultat | Motståndare Resultat | Placering        |
| ------------------ | ---------------- | -------------------- | -------------------- | -------------------- | -------------------- | -------------------- | -------------------- | ---------------- |
| Mauro Sarmiento    | Herrarnas −80 kg | Konan (CIV) W 4–1    | S Lopez (USA) W 1–0  | Cook (GBR) W 6–5     | Bye                  | Bye                  | Saei (IRI) L 2–4     | 2                |
| Leonardo Basile    | Herrarnas +80 kg | Matos (CUB) L 1–3    | Gick inte vidare     | Gick inte vidare     | Gick inte vidare     | Gick inte vidare     | Gick inte vidare     | Gick inte vidare |
| Veronica Calabrese | Damernas −57 kg  | Patiño (COL) W 2–0   | Diedhiou (SEN) W 3–0 | Lim S-J (KOR) L 1–5  | Bye                  | D López (USA) L 2–3  | Gick inte vidare     | 5                |

## Tennis
Damer
| Spelare                             | Gren      | Omgång 1                      | Omgång 2                                  | Åttondelsfinaler                                 | Kvartsfinaler                                     | Semifinaler       | Final / BM        | Final / BM       |
| Spelare                             | Gren      | Motståndare Poäng             | Motståndare Poäng                         | Motståndare Poäng                                | Motståndare Poäng                                 | Motståndare Poäng | Motståndare Poäng | Placering        |
| ----------------------------------- | --------- | ----------------------------- | ----------------------------------------- | ------------------------------------------------ | ------------------------------------------------- | ----------------- | ----------------- | ---------------- |
| Sara Errani                         | Damsingel | Stosur (AUS) L 3–6, 2–6       | Gick inte vidare                          | Gick inte vidare                                 | Gick inte vidare                                  | Gick inte vidare  | Gick inte vidare  | Gick inte vidare |
| Flavia Pennetta                     | Damsingel | Kanepi (EST) L 2–6, 6–7(6–8)  | Gick inte vidare                          | Gick inte vidare                                 | Gick inte vidare                                  | Gick inte vidare  | Gick inte vidare  | Gick inte vidare |
| Mara Santangelo                     | Damsingel | Safina (RUS) L 3–6, 6–7(1–7)  | Gick inte vidare                          | Gick inte vidare                                 | Gick inte vidare                                  | Gick inte vidare  | Gick inte vidare  | Gick inte vidare |
| Francesca Schiavone                 | Damsingel | Amanmuradova (UZB) W 6–4, 6–2 | Radwańska (POL) W 6–3, 7–6(8–6)           | Zvonareva (RUS) L 6–7(4–7), 4-6                  | Gick inte vidare                                  | Gick inte vidare  | Gick inte vidare  | Gick inte vidare |
| Flavia Pennetta Francesca Schiavone | Damdubbel | i.u.                          | Dellacqua / Molik (AUS) W 6–4, 6–4        | Chuang C-j / Chan Y-j (TPE) W 7–6(7–1), 1–6, 8–6 | A Bondarenko / K Bondarenko (UKR) L 1–6, 6–3, 7–5 | Gick inte vidare  | Gick inte vidare  | Gick inte vidare |
| Mara Santangelo Roberta Vinci       | Damdubbel | i.u.                          | Kuznetsova / Safina (RUS) L 1–6, 6–3, 5–7 | Gick inte vidare                                 | Gick inte vidare                                  | Gick inte vidare  | Gick inte vidare  | Gick inte vidare |

Herrar
| Spelare                      | Gren       | Omgång 1                      | Omgång 2                            | Åttondelsfinaler  | Kvartsfinaler     | Semifinaler       | Final / BM        | Final / BM       |
| Spelare                      | Gren       | Motståndare Poäng             | Motståndare Poäng                   | Motståndare Poäng | Motståndare Poäng | Motståndare Poäng | Motståndare Poäng | Placering        |
| ---------------------------- | ---------- | ----------------------------- | ----------------------------------- | ----------------- | ----------------- | ----------------- | ----------------- | ---------------- |
| Simone Bolelli               | Herrsingel | Hănescu (ROU) L 5–7, 6–3, 4–6 | Gick inte vidare                    | Gick inte vidare  | Gick inte vidare  | Gick inte vidare  | Gick inte vidare  | Gick inte vidare |
| Andreas Seppi                | Herrsingel | Robredo (ESP) W 6–4, 4–6, 8–6 | Berdych (CZE) L 3–6, 6–7(4–7)       | Gick inte vidare  | Gick inte vidare  | Gick inte vidare  | Gick inte vidare  | Gick inte vidare |
| Potito Starace               | Herrsingel | Nadal (ESP) L 2–6, 6–3, 2–6   | Gick inte vidare                    | Gick inte vidare  | Gick inte vidare  | Gick inte vidare  | Gick inte vidare  | Gick inte vidare |
| Simone Bolelli Andreas Seppi | Herrdubbel | i.u.                          | Federer / Wawrinka (SUI) L 5–7, 1–6 | Gick inte vidare  | Gick inte vidare  | Gick inte vidare  | Gick inte vidare  | Gick inte vidare |

## Triathlon
| Triathlet       | Gren                | Simning (1,5 km) | Trans 1 | Cykling (40 km) | Trans 2 | Löpning (10 km) | Total tid  | Placering |
| --------------- | ------------------- | ---------------- | ------- | --------------- | ------- | --------------- | ---------- | --------- |
| Emilio D'Aquino | Herrarnas triathlon | 18:22            | 0:28    | 58:56           | 0:29    | 35:43           | 1:53:58,22 | 40        |
| Daniel Fontana  | Herrarnas triathlon | 18:22            | 0:28    | 58:55           | 0:28    | 34:26           | 1:52:39,21 | 33        |
| Charlotte Bonin | Damernas triathlon  | 20:07            | 0:29    | 1:06:58         | 0:38    | 41:30           | 2:09:42,09 | 44        |
| Daniela Chmet   | Damernas triathlon  | 20:00            | 0:31    | Varvad          | Varvad  | Varvad          | Varvad     | Varvad    |

## Tyngdlyftning
- Huvudartikel: Tyngdlyftning vid olympiska sommarspelen 2008

## Vattenpolo
- Huvudartikel: Vattenpolo vid olympiska sommarspelen 2008

## Volleyboll
- Huvudartikel: Volleyboll vid olympiska sommarspelen 2008